# 牧野伸通
牧野 伸通（まきの のぶみち、1891年3月6日 - 1956年2月7日）は宮内庁式部官、旧華族（伯爵）。

## 概要
牧野伯爵家の長男として生まれる。学習院から東京帝国大学政治科に進み、卒業後は外務省情報部、宮内庁式部官兼主猟官を務めた。学習院時代の同級生だった近衛文麿は、「伸通はできが良く、いつも首席であった」と評価している。墓所は青山霊園。

## 家族
外務大臣、文部大臣、内大臣などを務めた牧野伸顕の長男。大久保利通の孫。妻は上皇后美智子（皇太子妃時代）の女官長を務めた牧野純子（鍋島直明の長女）。長男は日東化学工業の元副社長牧野伸和。長女は松濤幼稚園創設者の林貞子。次女は杉山淑子（豊年製油の元社長杉山元太郎の妻）。三女は牧野美知子。